# اوشنوف دولنه
اوشنوف دولنه (به لهستانی:  Osinów Dolny) یک روستا در لهستان است که در گمینا تسدنگا واقع شده‌است. اوشنوف دولنه ۱۸۰ نفر جمعیت دارد.